# Eduardo Galeano
Eduardo Hughes Galeano (Montevidéu, 3 de setembro de 1940 – Montevidéu, 13 de abril de 2015) foi um jornalista e escritor uruguaio. É autor de mais de 40 livros, que já foram traduzidos em diversos idiomas. Suas obras transcendem gêneros ortodoxos, combinando ficção, jornalismo, análise política e História. Galeano é considerado um dos principais expoentes do Antiamericanismo e Anticapitalismo na América Latina no Século XX.

## Biografia
Galeano nasceu em 3 de setembro de 1940 em Montevidéu, primeiro dos três filhos de Eduardo Hughes Roosen e de Licia Esther Galeano Muñoz, uma família católica de classe média alta. Seu pai era funcionário do Ministério da Pecuária e bisneto de um inglês dono de uma fazenda de 15.000 hectares em Paysandú. Licia era descendente do primeiro presidente do Uruguai, Fructuoso Rivera.
Na infância, Galeano tinha como certo que se tornaria padre, devido a importância da fé católica em sua vida. Todavia, perdeu a religiosidade aos treze anos de idade, quando afirmou ter perdido Deus. Também tinha o sonho de se tornar um jogador de futebol. Na adolescência, trabalhou em empregos nada usuais, como pintor de letreiros, mensageiro, datilógrafo e caixa de banco. Abandonou a Escola Erwy Britânica no segundo ano e aos 14 anos, vendeu sua primeira charge política para o jornal El Sol, do Partido Socialista.
Embora nunca tenha retornado à educação formal, continuou a se educar por meio de conversas com a política e historiadora uruguaia Vivian Trías e em conversas e discussões em cafés, especialmente no Café Brasilero, que se tornaria seu favorito e onde se tornaria frequentador assíduo, exceto pelos anos que passou no exílio. Também estudou com o advogado socialista argentino Enrique Broken, que lhe deu aulas particulares. Aos 17 anos, Galeano já havia lido a Bíblia e O Capital.
Aos 19 anos, tentou o suicídio. Depois desse episódio, decidiu se dedicar à escrita. Pediu demissão do emprego de banqueiro e se estabeleceu em Buenos Aires, onde trabalhou para a revista Che, financiada pelo Partido Comunista Argentino e por uma agremiação de diversos grupos progressistas. Retornando a Montevidéu, Galeano iniciou sua carreira jornalística no início da década de 1960 como editor do Marcha, influente jornal semanal que tinha como colaboradores Mario Vargas Llosa e Mario Benedetti. Durante esse período, passou um tempo na casa do escritor uruguaio Juan Carlos Onetti. Em 1963, publicou seu primeiro livro, o romance curto "Os Dias Seguintes". Em outubro daquele ano, viajou para a China; ao retornar, escreveu seu primeiro livro de não ficção: "China 1964, Crônica de um Desafio". Entre 1965 e 1973 foi diretor do Departamento de Publicações da Universidade da República. Em 1971 escreveu sua obra-prima As Veias Abertas da América Latina.
Entre o final dos anos 1960 e começo da nova década, Galeano passou uma longa temporada no Rio de Janeiro, e a partir daí ele se tornou um visitante frequente. Seu primeiro texto foi traduzido no Brasil em 1974.
Em 1973, com o golpe militar no Uruguai, Galeano foi preso e depois exilado. Seu livro As veias abertas da América Latina foi censurado pelas ditaduras do Uruguai, Argentina e Chile, por isso foi viver na Argentina, onde fundou a revista cultural Crisis, na qual colaborou com o poeta e jornalista Juan Gelman.
Em 1975, Galeano recebeu o Prêmio Casa de las Américas por seu romance La canción de nosotros. Em 1976, a Argentina também passou pelo golpe militar do general Videla e seu nome foi parar nas listas dos esquadrões da morte. Assim, ele voou para a Espanha, onde escreveu sua famosa trilogia Memória do Fogo (uma revisão da história da América Latina) em 1984, considerada sua maior obra. Durante esses anos, ele passou um período em Estocolmo como parte do tribunal internacional ocupado pela invasão soviética do Afeganistão em 1979. A esse respeito, ele comentou que lhe parecia que um dos momentos culminantes das sessões era quando um alto líder religioso, já idoso, exclamou: "Os comunistas desonraram nossas filhas! Eles as ensinaram a ler e escrever!"
Em 1985, com a redemocratização de seu país, Galeano retornou a Montevidéu, onde viveu até sua morte. Ali, juntamente com Mario Benedetti, Hugo Alfaro e outros jornalistas e escritores que haviam trabalhado para o semanário Marcha, fundou a Brecha, da qual permaneceu membro do conselho consultivo até sua morte. Também escreveu colunas para jornais de outros países. Entre 1987 e 1989, foi membro da Comissão Nacional do Referendo, criada para revogar a Lei de Caducidade da Pretensão Punitiva do Estado, promulgada em dezembro de 1986 para impedir o julgamento de crimes contra a humanidade cometidos durante a ditadura militar em seu país (1973-1985).
O escritor foi casado três vezes: primeiro com Silvia Brando, com quem teve Verónica Hughes Brando; depois com Graciela Berro Rovira, mãe de Florencia e Claudio Hughes Berro; e por fim com Helena Villagra, com quem teve Mariana.
Em 10 de fevereiro de 2007, Galeano passou por uma operação bem-sucedida para tratar câncer de pulmão.
Galeano foi internado dia 10 de abril e morreu próximo das 9h em 13 de abril de 2015, em Montevidéu, de câncer no mediastino, após o tumor provocar metástase. Ele foi cremado e suas cinzas espalhadas no Rio da Prata.

## Obras
A obra mais conhecida de Galeano é, sem dúvida, As Veias Abertas da América Latina. Nela, analisa a História da América Latina como um todo desde o período colonial até a contemporaneidade, argumentando contra o que considera como exploração econômica e política do povo latino-americano primeiro pela Europa e depois pelos Estados Unidos.  A obra recebeu uma menção honrosa do Prêmio Casa de las Américas. O livro tornou-se um clássico entre os membros da esquerda latino-americana.
A autora Isabel Allende, que disse que seu exemplar do livro de Galeano foi um dos poucos itens com os quais ela fugiu do Chile em 1973, após o golpe militar de Augusto Pinochet, chamou Veias Abertas da América Latina de "uma mistura de detalhes meticulosos, convicção política, talento poético e boa narrativa".
Em abril de 2009, o presidente venezuelano Hugo Chávez apresentou uma cópia de As Veias Abertas da América Latina ao seu homólogo americano Barack Obama durante a Quinta Cúpula das Américas realizada em Port of Spain. Isso fez com que o livro se tornasse um best-seller na internet em poucas horas.

Em Brasília, mais de 40 anos após o lançamento da sua mais famosa obra, durante a 2ª Bienal do Livro e da Leitura, Eduardo Galeano admitiu ter mudado de ideia sobre o que escrevera. Disse ele: "'Veias Abertas' pretendia ser um livro de economia política, mas eu não tinha o treinamento e o preparo necessário". Ele acrescentou que "eu não seria capaz de reler esse livro; cairia dormindo. Para mim, essa prosa da esquerda tradicional é extremamente árida, e meu físico já não a tolera". Essa fala causou alvoroço na imprensa e em adversários de Galeano que logo a tomaram como indício de que o escritor mudara o rumo de suas posições políticas. Numa entrevista posterior, porém, quando questionado em entrevista a Jorge Majfud, publicada no número de Junho de 2014 de Le monde diplomatique, sobre o referido comentário, esclareceu:
"O livro, escrito há tanto tempo, continua vivo e saudável. Apenas sou honesto o bastante para admitir que neste ponto de minha vida o velho estilo de escrita me soa por demais pesado, e que é difícil para mim me reconhecer nele, já que prefiro agora ser cada vez mais breve e fluente." E para deixar clara sua posição, conclui: "Isso nada tem a ver com (Mario) Vargas Llosa".  Depois de o repórter comentar que tal entrevista estava sendo usada com propósitos ideológicos diametralmente opostos aos de Galeano, este conclui: "[As] vozes que que se levantaram contra mim e contra As veias abertas da América Latina, estão seriamente enfermas e agem de má-fé."
Memória do Fogo é uma trilogia da História das Américas. Seus personagens são figuras históricas: generais, artistas, revolucionários, operários, conquistadores e conquistados, retratados em pequenos episódios que refletem o período colonial do continente. Começa com os mitos dos povos pré-colombianos e termina no início da década de 1980. Na obra, Galeano destaca não apenas a opressão colonial, mas também atos individuais e coletivos de resistência. A obra foi aclamada pela crítica literária. Ronald Wright, do suplemento literário do The Times, escreveu que "os grandes escritores dissolveram gêneros antigos e encontraram novos. Esta trilogia de um dos mais ousados e talentosos da América Latina é impossível de classificar".

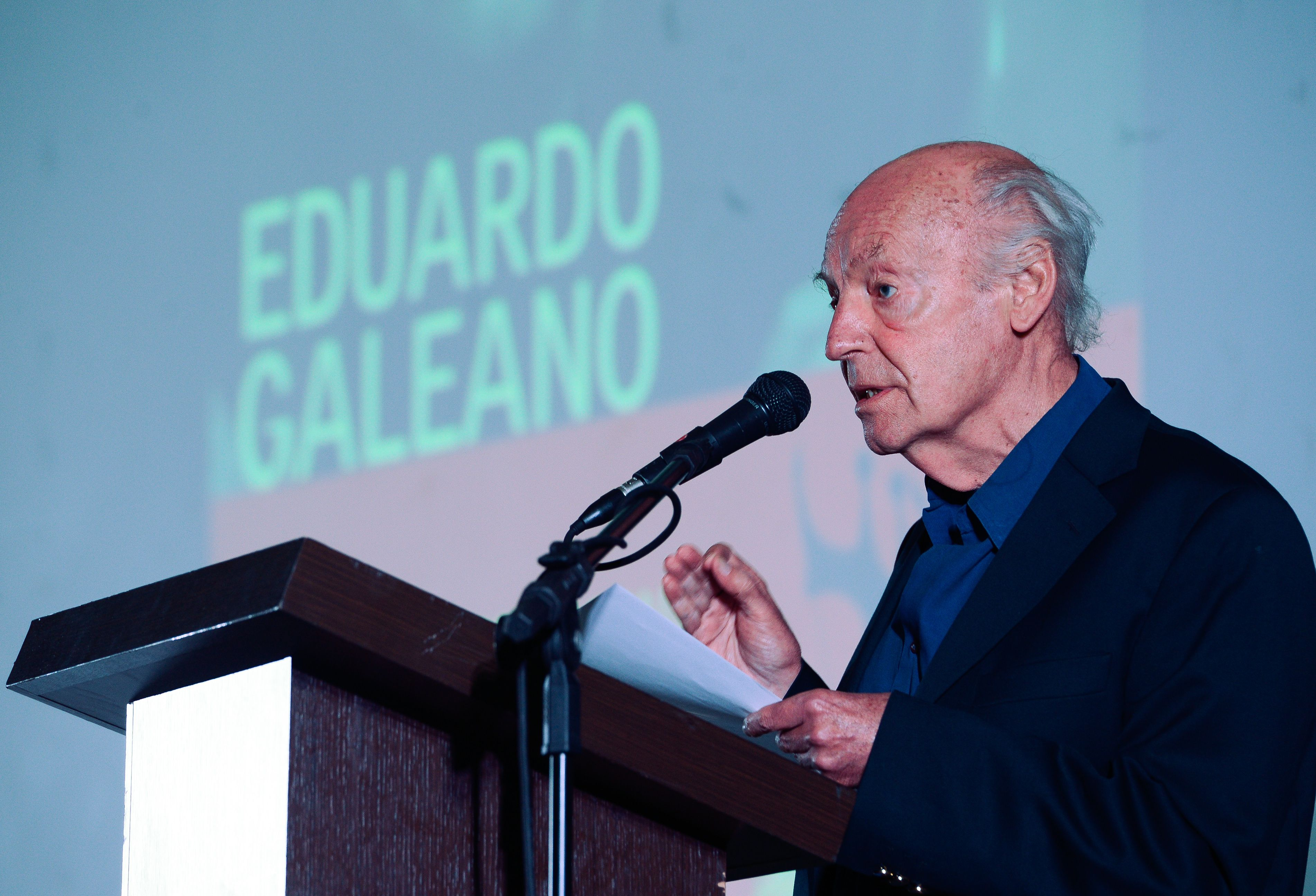
Galeano na abertura da Bienal do Livro de Brasília, abril de 2014.

O Livro dos Abraços é uma coleção de histórias curtas e muitas vezes líricas, apresentando as visões de Galeano em relação a temas diversos como emoções, arte, política e valores. A obra também oferece uma crítica mordaz à sociedade capitalista moderna, com o autor defendendo aquilo que acredita ser uma mentalidade ideal à sociedade. Para Jay Parini, do suplemento literário do The New York Times, é talvez a obra mais ousada do autor.
Como ávido fã de futebol, Galeano escreveu O futebol ao sol e à sombra, que revisa a trajetória histórica do jogo. O autor o compara com uma performance teatral e com a guerra; critica sua aliança profana com corporações globais ao mesmo tempo em que ataca intelectuais de esquerda que rejeitam o jogo e seu apelo às massas por motivos ideológicos. Nessa obra, Galeano narra a final da Copa de 1950, Rio de Janeiro, que entrou para a história do futebol como Maracanazo, a virada do Uruguai por 2 a 1 na Seleção Brasileira em pleno Maracanã. Em uma retrospectiva para a SB Nation após a morte de Galeano, o escritor de futebol Andi Thomas descreveu o trabalho - uma história do esporte, bem como uma saída para as próprias experiências do autor com o esporte e suas polêmicas políticas - como "um dos maiores livros sobre futebol já escritos".
Em Espelhos, o autor tem o intuito de recontar episódios que a história oficial camuflou. Galeano se define como um escritor que remexe no lixão da história mundial.
Apesar da clara inspiração e relevância histórica de suas obras, Galeano negava o caráter meramente histórico destas, comentando que é "um autor obcecado com a lembrança, com a lembrança do passado da América e, sobretudo, da América Latina, uma terra intimamente condenada à amnésia".
Além de livros, Galeano também escrevia artigos para publicações estadunidenses de esquerda como The Progressive, New Internationalist, Monthly Review e The Nation.
Seu último livro,O caçador de histórias, foi publicado postumamente em 2016.

## Visão política

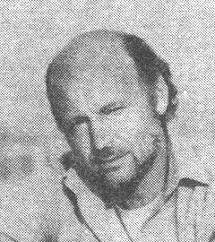
Eduardo Galeano em 1984.

Galeano se definiu como um "marxista especial", admirando a Revolução Cubana, apesar de criticar seus erros. Até sua morte, ele  foi um dos intelectuais latino-americanos que nunca renunciou à revolução de Fidel Castro. Em janeiro de 2012, após muitos anos ausente, retornou a Havana para participar como jurado do prêmio Casa de las Américas.
Uma das citações mais memoráveis de Galeano é "as pessoas estavam na cadeia para que os presos pudessem ser livres", se referindo ao regime militar (1973-1985) de seu país.
Para celebrar a vitória de Tabaré Vázquez e da Frente Ampla nas eleições de 2004, - a primeira eleição de um governo de esquerda na história uruguaia -, Galeano escreveu um artigo intitulado "Onde as pessoas votaram contra o medo", no qual afirma que a população de seu país finalmente usou o "bom senso" para parar de ser "traída" pelos partidos Colorado e Nacional.
Em 2006, Galeano se juntou a outras artistas renomados como Gabriel García Márquez, Mario Benedetti, Ernesto Sábato, Thiago de Mello e Pablo Milanés na assinatura da Proclamação de Independência de Porto Rico do Congresso Latino Americano e Caribenho.
Em uma entrevista ao jornal Zero Hora, disse o seguinte sobre a vitória de Barack Obama nas eleições de 2008: "Agora, ele entra na Casa Branca, que será a sua casa. Tomara que não esqueça que a Casa Branca foi construída por escravos negros. Chegou a hora dos Estados Unidos se libertarem da sua pesada herança racista".
Em uma entrevista concedida em maio de 2009, ele falou sobre seus trabalhos passados e recentes, alguns dos quais tratam das relações entre liberdade e escravidão, democracias e ditaduras: "não apenas os Estados Unidos, mas também alguns países europeus, espalharam ditaduras militares por todo o mundo. E eles sentem que são capazes de ensinar democracia". Ele também falou sobre como e por que mudou seu estilo de escrita e sua recente ascensão em popularidade.
Nas últimas eleições antes de sua morte, Galeano voltou a apoiar publicamente o partido de esquerda Frente Ampla, o que resultou num forte ataque do Partido Nacional, da oposição.

## Honras
- 1975: Prêmio Casa de las Américas por A Canção de Nossa Gente[9]
- 1978: Prêmio Casa de las Américas por Dias e Noites de Amor e Guerra[9]
- 1982: Prêmio do Ministério da Cultura do Uruguai[4]
- 1984: Prêmio do Ministério da Cultura do Uruguai[4]
- 1986: Prêmio do Ministério da Cultura do Uruguai[4]
- 1989: Prêmio American Book para Memórias de Fogo[27]
- 1993: Prêmio Aloa, promovido pelas casas editoriais dinamarquesas[1][8]
- 1999: Prêmio Literário Lannan para a Liberdade[1]
- 2001: Doutorado honoris causa pela Universidade de Havana[28]
- 2005: Doutorado honorário pela Universidade de El Salvador[29]
- 2005: Membro do comitê consultivo de 36 membros da rede TeleSUR, emissora de televisão latino-americana sediada em Caracas[30]
- 2006: Comendador da Ordem de Maio da República Argentina[31]
- 2006: Prêmio Internacional de Direitos Humanos pela Global Exchange[32]
- 2007: Doutorado honoris causa pela Universidad Veracruzana[33]
- 2008: Doutorado honoris causa pela Universidade Nacional de Córdoba[34]
- 2008: Primeiro Cidadão Ilustre do Mercosul[35]
- 2008: Prêmio Rodolfo Walsh[8]
- 2009: Prêmio José D'Elía, pela confederação sindical PIT-CNT[36]
- 2009: Medalha de Ouro do Círculo de Belas Artes, Espanha[37]
- 2010: Prêmio Stig Dagerman, Suécia, por "uma escrita que se mantém inabalável e sempre firme ao lado dos condenados da Terra"[38]
- 2011: Doutorado honoris causa pela Universidade Nacional de Cuyo[39]
- 2011: Medalha do Bicentenário da Independência (México)[8]
- 2011: Prêmio José María Arguedas de Ficção para Espelhos. Uma história quase universal[8]
- 2011: Distinção Deodoro Roca da Federação Universitária de Buenos Aires por "ser um exemplo para a juventude latino-americana"[8]
- 2011: Indicação ao Prêmio Miguel de Cervantes[3]
- 2013: Prêmio Alba de Literatura[8]
- 2013: Doutorado honoris causa pela Universidade de Guadalajara[40]
- 2014: Título de Cidadão Honorário do Município do Rio de Janeiro[41]
- 2021: Doutorado honoris causa póstumo pela Universidade Nacional de Misiones[42]

## Livros
- Los días siguientes (1963)
- China (1964)
- Guatemala (1967)
- Reportagens (1967)
- Los fantasmas del día del léon y otros relatos (1967)
- Su majestad el fútbol (1968)
- As veias abertas da América Latina (1971)(P)
- Siete imágenes de Bolivia (1971)
- Violencía y enajenación (1971)
- Crónicas latinoamericanas (1972)
- Vagamundo (1973)(P)
- La cancion de nosotros (1975)
- Conversaciones con Raimón (1977)
- Días y noches de amor y de guerra (1978)(P)
- La piedra arde (1980)
- Voces de nuestro tiempo (1981)
- Memória do fogo - trilogia - (1982-1986)(P)
- A Pedra Arde (1983)
- Aventuras de los jóvenes dioses (1984)
- Ventana sobre Sandino (1985)
- Contraseña (1985)
- El descubrimiento de América que todavía no fue y otros escritos (1986)
- El tigre azul y otros artículos (1988)
- Entrevistas y artículos (1962-1987) (1988)
- O Livro dos Abraços (1989)(P)
- Nós Dizemos Não (1989)
- América Latina para entenderte mejor (1990)
- Palabras: antología personal (1990)
- An Uncertain Grace com Fred Ritchin, fotos de Sebastião Salgado (1990)
- Ser como ellos y otros artículos (1992)
- Amares (1993)
- Las palabas andantes (1993)(P)
- úselo y tírelo (1994)
- O futebol ao sol e à sombra (1995)(P)
- Ser como eles (1997)(P)
- Mulheres (1997)(P)
- Patas arriba: la escuela del mundo al revés (1998)(P)
- Bocas del Tiempo (2004)(P)
- O Teatro do Bem e do Mal (2002)(P)
- Espelhos - uma quase história universal (2008)(P)
- Espelhos. Uma história quase universal (2008) (P)
- Os Filhos dos Dias (2012) (P)
- O Caçador de Histórias (2016) (P)

(P): editados em português